# Gele halmvlieg
De gele halmvlieg (Chlorops pumilionis) is een vliegensoort uit de familie van de halmvliegen (Chloropidae). De wetenschappelijke naam van de soort is voor het eerst geldig gepubliceerd in 1778 door Bjerkander.